# Kanton Cozes
Der Kanton Cozes war bis 2015 ein französischer Wahlkreis im Département Charente-Maritime in der damaligen Region Poitou-Charentes. Er umfasste 14 Gemeinden im Arrondissement Saintes; sein Hauptort (frz.: chef-lieu) war Cozes. Die landesweiten Änderungen in der Zusammensetzung der Kantone brachten im März 2015 seine Auflösung.
Der Kanton Cozes war 200,55 km2 groß und hatte 12.560 Einwohner (Stand: 2012).

## Gemeinden
| Gemeinde                   | Einwohner (Stand: 2015) | Code postal | Code Insee |
| -------------------------- | ----------------------- | ----------- | ---------- |
| Arces                      | 734                     | 17120       | 17015      |
| Barzan                     | 471                     | 17120       | 17034      |
| Boutenac-Touvent           | 221                     | 17120       | 17060      |
| Brie-sous-Mortagne         | 232                     | 17120       | 17068      |
| Chenac-Saint-Seurin-d’Uzet | 583                     | 17120       | 17098      |
| Cozes                      | 2130                    | 17120       | 17131      |
| Épargnes                   | 866                     | 17120       | 17152      |
| Floirac                    | 311                     | 17120       | 17160      |
| Grézac                     | 914                     | 17120       | 17183      |
| Meschers-sur-Gironde       | 3087                    | 17132       | 17230      |
| Mortagne-sur-Gironde       | 915                     | 17120       | 17248      |
| Saint-Romain-sur-Gironde   | 69                      | 17240       | 17392      |
| Semussac                   | 2337                    | 17120       | 17425      |
| Talmont-sur-Gironde        | 105                     | 17120       | 17437      |